# Liesbet De Vocht
Liesbet De Vocht (* 5. Januar 1979 in Turnhout) ist eine ehemalige  belgische Radrennfahrerin.

## Sportliche Laufbahn
Liesbet De Vocht entstammt einer Radsportfamilie, auch ihr Bruder Wim war als Radsportler aktiv. 2006,  2007, 2009, 2011, 2012 und 2013 wurde sie Zeitfahr-Meisterin der Provinz Antwerpen und belegte zudem 2007 den dritten Platz der nationalen Meisterschaft im Einzelzeitfahren.
2009 errang De Vocht ihren ersten belgischen Meistertitel, im Zeitfahren, und konnte diesen Erfolg 2011, 2012 und 2013 wiederholen. Darüber hinaus wurde sie zweimal – 2010 und 2013 – belgische Meisterin im Straßenrennen. Sie startete bei den Olympischen Spielen 2012 in London und belegte im Straßenrennen Platz neun sowie im Zeitfahren Platz 23.
Im Laufe ihrer Laufbahn errang Liesbet De Vocht insgesamt 54 Siege. Im August 2014 beendete sie diese vorzeitig, als sie nach einem Sturz nicht mehr an den Straßen-Weltmeisterschaften teilnehmen konnte, die das letzte Rennen ihrer Karriere hätte sein sollen. In ihrem Wohnort Arendonk wurde ihr zu Ehren ein Abschiedsrennen veranstaltet, an dem unter anderem Marianne Vos und Jolien D’hoore teilnahmen. Im April 2015 wurde sie Mutter einer Tochter.